# Чемпіонат Європи з футболу 1996 (склади команд)/Нідерланди

## Складзбірної Нідерландівначемпіонаті Європи 1996року
Головний тренер: Гус Хіддінк 
| №  | Амплуа | Гравець           | Дата народження | Матчів | Клуб             |
| -- | ------ | ----------------- | --------------- | ------ | ---------------- |
| 1  | В      | Едвін ван дер Сар | 29 жовтня 1970  |        | Аякс             |
| 2  | З      | Міхаель Райцигер  | 3 травня 1973   |        | Мілан            |
| 3  | З      | Данні Блінд       | 1 серпня 1961   |        | Аякс             |
| 4  | З      | Кларенс Зеедорф   | 1 квітня 1976   |        | Реал Мадрид      |
| 5  | З      | Яап Стам *        | 17 липня 1972   |        | Ейндховен        |
| 6  | П      | Рональд де Бур    | 15 травня 1970  |        | Аякс             |
| 7  | Н      | Гастон Таумент    | 1 жовтня 1970   |        | Фейєноорд        |
| 8  | Н      | Едгар Давідс      | 13 березня 1973 |        | Мілан            |
| 9  | Н      | Патрік Клейверт   | 1 липня 1976    |        | Аякс             |
| 10 | П      | Деніс Бергкапм    | 18 травня 1969  |        | Арсенал          |
| 11 | П      | Петер Гукстра     | 4 квітня 1973   |        | Аякс             |
| 12 | В      | Арон Вінтер       | 1 березня 1967  |        | Інтер            |
| 13 | П      | Артур Нуман       | 14 грудня 1969  |        | Ейндховен        |
| 14 | Н      | Ріхард Вічге      | 20 вересня 1969 |        | Бордо            |
| 15 | П      | Вінстон Богард    | 22 жовтня 1970  |        | Аякс             |
| 16 | П      | Ед де Гуй         | 20 грудня 1966  |        | Фейєноорд        |
| 17 | З      | Йорді Кройф       | 9 лютого 1974   |        | Барселона        |
| 18 | З      | Йохан де Кок      | 25 жовтня 1969  |        | Рода             |
| 19 | З      | Юрі Мулдер        | 23 березня 1969 |        | Шальке 04        |
| 20 | Н      | Філіп Коку        | 29 жовтня 1970  |        | Ейндховен        |
| 21 | П      | Рууд Хесп         | 31 жовтня 1965  |        | Рода             |
| 22 | В      | Джон Велдман      | 24 лютого 1968  |        | Спарта Роттердам |
|    |        |                   |                 |        |                  |

- — Яап Стам внаслідок травми був замінений на Франка де Бура